# Batalla de Barbacoas
La Batalla de Barbacoas fue un enfrentamiento militar librado a finales de la Independencia de Colombia, durante la campaña de Pasto, en 1824, entre las fuerzas patriotas y realistas, con victoria de las primeras.

## Antecedentes
Después de su derrota en Calvario, el coronel Agustín Agualongo y sus seguidores se dirigieron por el camino de Castigo hacia Barbacoas, ciudad portuaria donde esperaban hacerse con armas, municiones y dinero para sublevar a los esclavos de las minas de Chocó. Al parecer, sabían de un importante caudal estaba a punto de ser enviado al Ejército del Sur en Perú.

## Combate
El propio Mosquera en sus Memorias afirma que se enteró de que sus enemigos se acercaban por el río Patía el 29 de mayo. Inmediatamente preparó la defensa, teniendo solo 80 veteranos, pues la mayor parte de la guarnición estaba en los puertos. Durante esa noche, a las 23:00, mientras llovía con truenos, Mosquera estaba conversando con su secretario, Manuel Patiño, cuando un azulejo entró por una ventana de su casa: «Dije al señor Patiño, la hora y con la lluvia y truenos es de mal agüero, pero la pluma hermosa es de bueno». Poco después entraron los oficiales para una reunión y el teniente coronel mandó a las tropas estar con las armas listas. Él era teniente coronel y gobernador y comandante de armas de Buenaventura.
A las 03:00 horas del 30 de mayo, llegó el capitán Pedro Rodríguez desde las minas de Maglí con el aviso de que iba a haber un ataque. Mosquera ya estaba listo y embarcó a algunos milicianos y esclavos voluntarios, a quienes se les ofreció la libertad, en dos lanchas para explorar, teniendo un encuentro con los realistas y forzándolos a retirarse a la confluencia de los ríos Telembí y Quaqui. Al día siguiente, una canoa monárquica intentó aproximarse pero fue destruida por un fuego de metralla de una pieza de 4 libras que llevaban los patriotas, dando muerte a 30 enemigos.
A las 06:00 horas del 1 de junio, se produjo el ataque de los realistas, quienes fueron forzados a retroceder a eso de las 13:00 horas. En el combate muere el guerrillero del Patía, coronel Jerónimo Toro. Mosquera salió en su persecución con un destacamento, momento en que un soldado de apellido Martínez del batallón Aragón se dio vuelta y a dos pasos le disparó, rompiéndole la quijada. El teniente coronel volvió a su cuartel a curarse y dejó a cargo de la unidad al teniente coronel Parra. Mosquera se ganó el apodo de Mascachochas. Un soldado independentista del batallón Constitución fingió pasarse al otro bando y se presentó ante Agualongo recordándole que estuvo a su servicio en Yaguachi, se ofreció a quemar el cuartel revolucionario y el jefe monárquico aceptó. Luego, el hombre volvió con Mosquera y le informó de los planes de un nuevo ataque, que se produjo a las 14:00. El teniente coronel: «tenía que escribir las órdenes en una pizarra porque no podía hablar, y sin poder contener la hemorragia», pero hizo que sacaran el techo de paja de su cuartel para contemplar a la iglesia local en llamas y escribir: «Dios está con nosotros, somos invencibles». Algunas casas también fueron quemadas por los atacantes, pero a las 17:00 horas Agualongo se retiraba vencido. Mosquera lo persiguió hasta el día siguiente, tomando numerosos prisioneros; todo oficial capturado fue fusilado poco después.
Sin embargo, el coronel José María Obando da otra visión de lo sucedido. Según él, los pastusos atacaron y Mosquera cometió el error de encerrarse con el piquete de veteranos en una casa, dejando el grueso de la labor defensiva a los vecinos. Afortunadamente, un balazo dejó inconsciente a Mosquera y permitió al comandante Asención Farrera asumir el mando y conseguir la victoria. Después de esto, Mosquera ordenó masacrar a los habitantes del Patía por no resistir a los realistas. También, sabiéndose poco apreciado por los vecinos de Barbacoas, exigió pagar un impuesto de 30.000 pesos, pero los arruinados habitantes reclamaron ante el gobierno central. Sin embargo, Mosquera acusó a los locales de haber llamado a Agualongo, lo que fue creído y se impuso la paga.

## Consecuencias
Por su éxito, Mosquera fue aclamado como Bravo defensor de Barbacoas por Simón Bolívar. Los monárquicos sobrevivientes huyeron a San Juan de Pasto, pero el coronel Obando, jefe de la línea del río Mayo se había enterado y decidió enviar al capitán Manuel María Córdoba con 100 soldados a su encuentro, uniéndose poco después el mismo Obando en Castigo. Ahí observaron que por el camino a Nechao avanzaba Agualongo con 87 fieles, así que decidieron dispersar a sus hombres en los bosques cercanos. Al día siguiente, 24 de junio, capturaron a Agualongo, el coronel Joaquín Enríquez y los capitanes Francisco Terán y Manuel Insuarte con 12 soldados. Otros 40 realistas murieron ese día o en los siguientes por hambre, pero entre los que escaparon estaba el capitán negro Francisco Angulo, a quien Angulo había nombrado gobernador de Barbacoas. Sin embargo, el propio Obando afirma que capturó a más de 100, dejando libres a los soldados y subalternos.
Por su parte, el otro jefe rebelde, Estanislao Merchán Cano, se entregó en el pueblo de Cruz pero cuando era llevado a San Juan bajo custodia fue asesinado, según se dice por órdenes del coronel Juan José Flores. Sin embargo, los realistas lograrían organizar una última resistencia en Sucumbíos.